# Collin Delia
Collin Delia, född 20 juni 1994, är en amerikansk professionell ishockeymålvakt som spelar för Vancouver Canucks i NHL. Från säsongen 25/26 tillhör Collin Brynäs i SHL.
Han har tidigare spelat på NHL-nivå för Chicago Blackhawks och på lägre nivåer för Rockford Icehogs i American Hockey League (AHL), Indy Fuel i ECHL, Merrimack Warriors (Merrimack College) i National Collegiate Athletic Association (NCAA) och Amarillo Bulls i North American Hockey League (NAHL).
Delia blev aldrig draftad.